# Oosterend (Opsterland)
Oosterend (Fries: Easterein) is een buurtschap in de gemeente Opsterland, in de Nederlandse provincie Friesland.
De buurtschap ligt aan het noordoosten van Kortezwaag en aan het zuidoosten van Gorredijk, waaronder het formeel valt. De bewoning van de buurtschap ligt aan beide zijden van de Nieuwe Vaart, aan de wegen Easterein en Loevestein. Ook de noordelijke bewoning aan de Dwarsvaart, verbonden door de Nijewei, wordt meestal bij de buurtschap gerekend.
Oosterend is ontstaan als een buurtschap van het dorp Kortezwaag. In 1962 verloor die diens zelfstandigheid en werd Oosterend een buurtschap van Gorredijk. Vanwege de grootte werd het zelf ook weleens een dorp genoemd. In 1840 had Oosterend 188 inwoners.
Dorpen: Bakkeveen · Beetsterzwaag · Drachten-Azeven · Frieschepalen · Gorredijk · Hemrik · Jonkersland · Langezwaag · Lippenhuizen · Luxwoude · Nij Beets · Olterterp · Siegerswoude · Terwispel · Tijnje · Ureterp · Waskemeer (klein deel) · Wijnjewoude

Buurtschappen: Allardsoog (deels) · Haneburen · Hanebuurt · Heidehuizen · Hemrikerverlaat · Klein Groningen · Kooibos · Kortezwaag · Moskou (deels) · Nieuwe Vaart · Oosterend · Oud Beets · Petersburg (deels) · Rolbrug · Selmien · Sparjebird · Uilesprong · Ureterp aan de Vaart · Voorwerk · Vosseburen · Welgelegen (deels) · Wijngaarden · Wijnjeterpverlaat

Friesland: Steden en dorpen      Nederland: Provincies · Gemeenten